# 田村信一
田村 信一（たむら しんいち、1948年（昭和23年）6月20日 - ）は、日本の社会思想史学者、北星学園大学元学長。経済学博士（立教大学）。

## 来歴
東京都生。1971年（昭和46年）法政大学経済学部卒業。1979年立教大学大学院経済学研究科博士課程修了。同年、同経済学部助手。1981年北星学園大学経済学部専任講師。1984年北星学園大学経済学部助教授。1991年北星学園大学経済学部教授。2001年北星学園大学院経済学研究科教授。2005年北星学園大学副学長。2006年同副学長。2012年同大学学長に就任。2018年同定年退職。同名誉教授。
専門は、社会思想史・経済思想史・経済政策論など幅広く研究。

## 受賞歴
- 第37回日経・経済図書文化賞（1994年）
- 第6回経済学学会賞受賞（2022年）[3]
- 瑞宝中綬章（2024年）[4][5]

## 主著
- 『ドイツ経済政策思想史研究』（未来社、1985年）
- トマス・リハ著 原田哲史, 内田博と共訳『ドイツ政治経済学―もうひとつの経済学の歴史』（ミネルヴァ書房、1992年）
- 『グスタフ・シュモラ－研究』（御茶の水書房、1993年）
- シュモラー著・田村訳『シュモラー 国民経済、国民経済学および方法 (近代経済学古典選集 第2期)』（日本経済評論社、2002年）
- 原田哲史と共著『ドイツ経済思想史』（八千代出版、2009年）

## 北星大学威力業務妨害事件をめぐる学長対応
従軍慰安婦報道に関わった元朝日新聞記者の植村隆が非常勤講師を務める北星学園大に脅迫状が届いた問題では、我々も小さな大学であり学生確保も安泰ではない、来期は非常勤講師の雇用契約を更新しない、来期の更新がなくても外圧に屈したことにはならないとの考えを学内の会議で示したことを2014年10月31日の記者会見で述べた。2014年12月22日学園理事長との共同声明で非常勤講師の2015年度契約を更新する意向を示すとともに、「抑圧や偏見から解放された広い学問的視野のもとに、異質なものを重んじ、学内外のあらゆる人を隣人と見る開かれた人間」の養成に努めていく決意を表明した。